# Minna-jima
Minna-jima (水納島, Minna-jima) est une des îles Miyako dans la juridiction de Tarama, district de Miyako, préfecture d'Okinawa au Japon.

## Histoire
Au début de l'époque d'Edo, une balise Sakishima est installée sur l'île.